# Eduard Seren
Eduard Seren, od 1939 Eduard Saarepere (ur. 23 maja 1900 w Rae, zm. 26 lipca 1941 w Saare) – estoński strzelec, mistrz świata. 
W 1913 roku ukończył szkołę parafialną w Rae, a w 1927 roku szkołę podoficerską. Walczył w wojnie estońsko-bolszewickiej, po jej zakończeniu pracował w estońskiej straży granicznej. Kawaler orderów i medali, w tym Orderu Krzyża Białego Związku Obrony III stopnia. 
Strzelectwo uprawiał od 1929 roku, od 1934 do 1937 roku był członkiem estońskiej reprezentacji w strzelectwie. Jest trzykrotnym medalistą mistrzostw świata. Indywidualnie wywalczył brąz, zaś w drużynie złoto i brąz. Zdobył co najmniej dwa medale mistrzostw Estonii, w tym jeden złoty. Dwukrotnie poprawiał drużynowe rekordy Estonii.
Zmarł w 1941 roku w wieku 41 lat, był tzw. „leśnym bratem”. Pochowany w Mustvee.

## Osiągnięcia

### Medale na mistrzostwach świata
Opracowano na podstawie materiału źródłowego:
| Mistrzostwa   | Konkurencja                            | Wynik                | Miejsce |
| ------------- | -------------------------------------- | -------------------- | ------- |
| Rzym 1935     | Karabin dowolny leżąc, 50 m, drużynowo | 1964 punkty (druż.)  | 1       |
| Helsinki 1937 | Karabin dowolny leżąc, 50 m            | 394 punkty           | 3       |
| Helsinki 1937 | Karabin dowolny leżąc, 50 m, drużynowo | 1951 punktów (druż.) | 3       |